# Bocce ai XVII Giochi del Mediterraneo - Raffa doppio femminile
Le competizioni di bocce nella categoria raffa doppio femminile si sono tenute fra il 25 e il 27 giugno 2013 alla Bocce Tesisi di Mersin.

## Risultati
Le 6 coppie partecipanti vengono suddivise in due gruppi da 3 ciascuno. Le prime due di ciascun gruppo vengono ammesse alle semifinali.

### Fase a eliminazione diretta
|  | Semifinali | Semifinali | Semifinali |        |         | Finale          | Finale          | Finale          |  |
|  |            |            |            |        |         |                 |                 |                 |  |
|  | San Marino | San Marino | 7          |        |         |                 |                 |                 |  |
|  | San Marino | San Marino | 7          |        |         |                 |                 |                 |  |
|  | Italia     | Italia     | 12         |        |         |                 |                 |                 |  |
|  | Italia     | Italia     | 12         |        | Turchia | Turchia         | 11              |                 |  |
|  |            |            |            |        | Turchia | Turchia         | 11              |                 |  |
|  |            |            | Italia     | Italia | 12      |                 |                 |                 |  |
|  | Turchia    | Turchia    | Italia     | Italia | 12      | 12              |                 |                 |  |
|  | Turchia    | Turchia    |            |        |         | 12              |                 |                 |  |
|  | Serbia     | Serbia     | 3          |        |         | Finale 3º posto | Finale 3º posto | Finale 3º posto |  |
|  | Serbia     | Serbia     | 3          |        |         |                 |                 |                 |  |
|  |            |            |            |        |         |                 |                 |                 |  |
|  |            |            |            |        |         | San Marino      | San Marino      | 12              |  |
|  |            |            |            |        |         | San Marino      | San Marino      | 12              |  |
|  |            |            |            |        |         | Serbia          | Serbia          | 9               |  |